# Raków (powiat kielecki)

Historyczny herb miejscowości

Raków – wieś w województwie świętokrzyskim, w powiecie kieleckim, w gminie Raków. Siedziba gminy Raków. Do końca 2015 roku była osadą. Dawniej miasto. W latach 70. XVI wieku Raków był miastem prywatnym położonym w powiecie wiślickim województwa sandomierskiego, własność kasztelana Jana Sienieńskiego. W latach 1975–1998 w województwie kieleckim.
Raków jest położony nad rzeką Czarną przy zalewie Chańcza w kierunku południowo-wschodnim od Kielc, w odległości 15 km na północny zachód od Staszowa.
Przez wieś przechodzi szlak turystyczny z Szydłowa do Widełek.
W XVII wieku ważny ośrodek ruchu braci polskich.

## Historia
Miasto Raków założył w 1569 roku kasztelan żarnowski Jan Sienieński, członek wspólnoty braci polskich, ogłaszając w nim tolerancję religijną, oraz wszystkim wyrażającym chęć zamieszkania w mieście zwolnienie z podatków
Nazwa miejscowości pochodzi od rodowego herbu Warnia, (inaczej: Rak), którym pieczętowała się Jadwiga Gnoińska, żona Jan Sienieńskiego.
Raków w krótkim czasie stał się centrum życia braci polskich mieszkających w Polsce, jako że założyciele miasta byli wyznawcami ruchu reformatorskiego. Pod koniec XVI wieku założono drukarnię braci polskich. Na początku XVII wieku wybrano Raków na ośrodek organizacyjny zboru braci polskich. Miasto szybko się rozwijało. Powstał w tym czasie przemysł tkacki, papierniczy, garncarski i browarniczy. Wybudowano także okazały ratusz i most na Czarnej.
W latach 1602–1638 funkcjonowała w Rakowie Akademia Rakowska o międzynarodowej sławie, gdzie nauczanie prowadzono w oparciu o własne podręczniki, autorstwa wykładających w szkole profesorów.
W wyniku nasilającej się kontrreformacji, pod pretekstem zniszczenia przydrożnego krzyża przez młodzież braci polskich, 19 kwietnia 1638 roku sąd królewski zakazał dalszej działalności rakowskiego zboru, w tym także drukarni i szkoły oraz skazał na banicję nauczycieli. Po wygnaniu braci polskich miasto podupadło i opustoszało. Jego rangi nie przywróciło ufundowanie przez biskupa krakowskiego Jakuba Zadzika kościoła. W 1641 roku biskup osadził w Rakowie reformatów. Ich zadaniem było szerzenie katolicyzmu wśród pozostałych w mieście braci polskich i ich zwolenników. Zakonnicy opuścili miasto około 1649 roku. Pod koniec XVII wieku miasto liczyło 700 mieszkańców.
Po III rozbiorze Polski Raków znalazł się początkowo pod zaborem austriackim, potem rosyjskim. W 1820 roku Raków miał 926 mieszkańców, w 1864 roku liczba ich wzrosła do 2007, przy czym znaczną część stanowiła ludność żydowska. Od początku XVII wieku działała w Rakowie drewniana synagoga, zniszczona podczas II wojny światowej i już nieodbudowana. W 1869 roku Raków, jak wiele innych polskich miast, w wyniku reformy carskiej utracił prawa miejskie.
Podczas okupacji hitlerowskiej, wiosną 1940 roku Niemcy utworzyli getto dla żydowskich mieszkańców. Przebywało w nim około 1700 Żydów. W grudniu 1942 zostali wywiezieni getta w Chmielniku, a stamtąd do obozu zagłady Treblinka II i tam zamordowani.

## Zabytki
- Układ urbanistyczny i zespół zabudowy małomiasteczkowej, wpisany do rejestru zabytków nieruchomych (nr rej.: A.453 z 28.04.1984)[12].
- Zespół kościoła parafialnego (nr rej.: A.454/1-3 z 2.10.1956, z 12.04.1957 i z 21.06.1967)[12]:
  - Kościół parafialny pw. Świętej Trójcy z lat 1640–1650, przebudowany w 1947 roku,
  - Dzwonnica z pierwszej połowy XVIII wieku,
  - Dom ministra ariańskiego z przełomu XVI / XVII wieku.
- Poreformacki kościół pw. św. Anny z 1641 roku, przebudowany w XVIII wieku (nr rej.: A.455 z 5.10.1956 i z 21.06.1967)[12]
- Dom ariański (braci polskich) zwany także Domem wójta z przełomu XVI / XVII wieku (nr rej.: 508 z 18.09.1957 oraz 456 z 15.04.1967)[12]
- Domy z przełomu XVI i XVII wieku; w niektórych zachowane izby sklepione kolebkowo z lunetami – Pl. Wolności 17 (bar „Arianka”) oraz Pl. Wolności 18 (sklep art. przemysłowe)[13].
- Luterska Górka – cmentarz braci polskich z XVI – XVII wieku.

## Galeria zdjęć

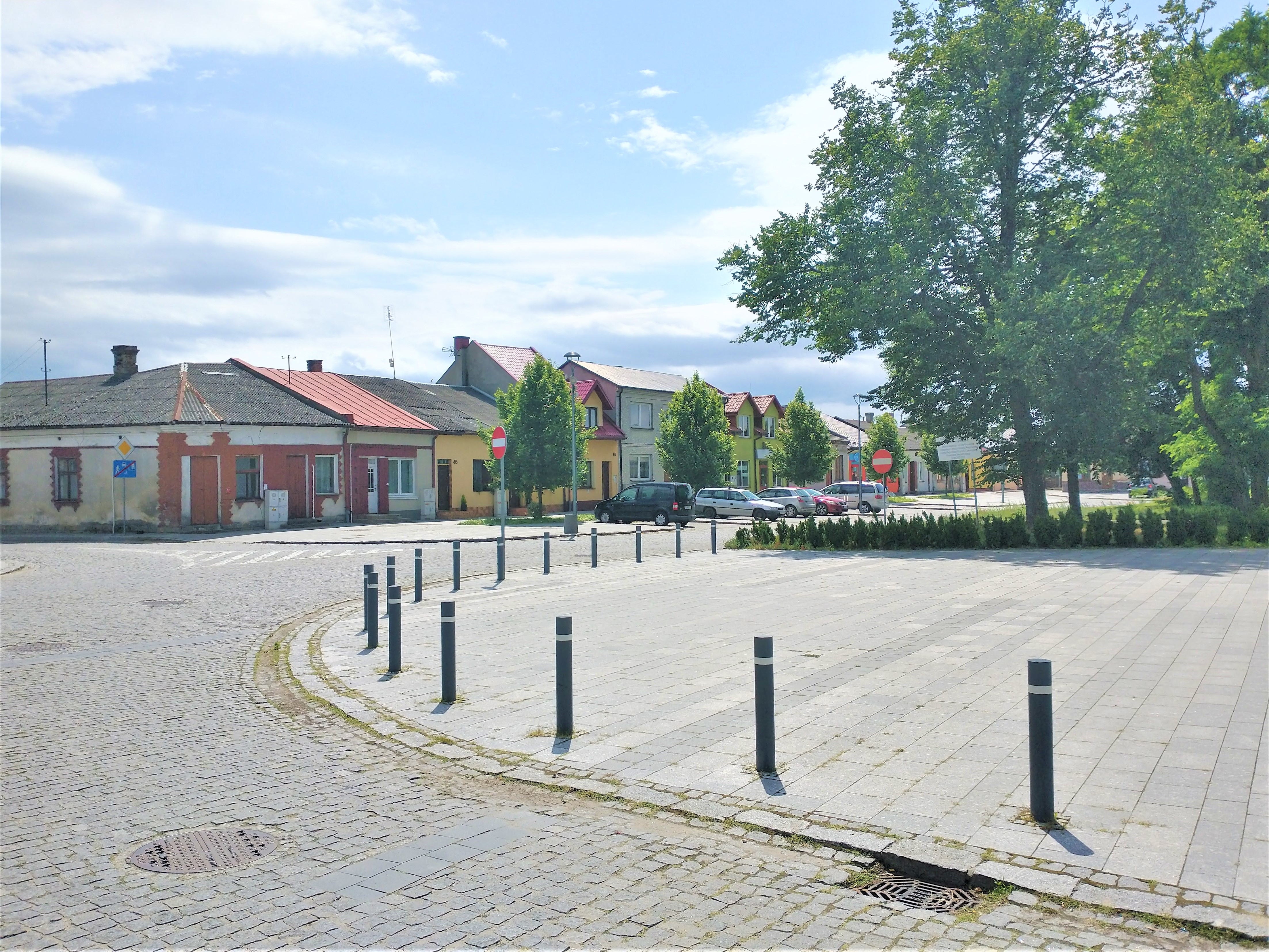
Fragment rynku
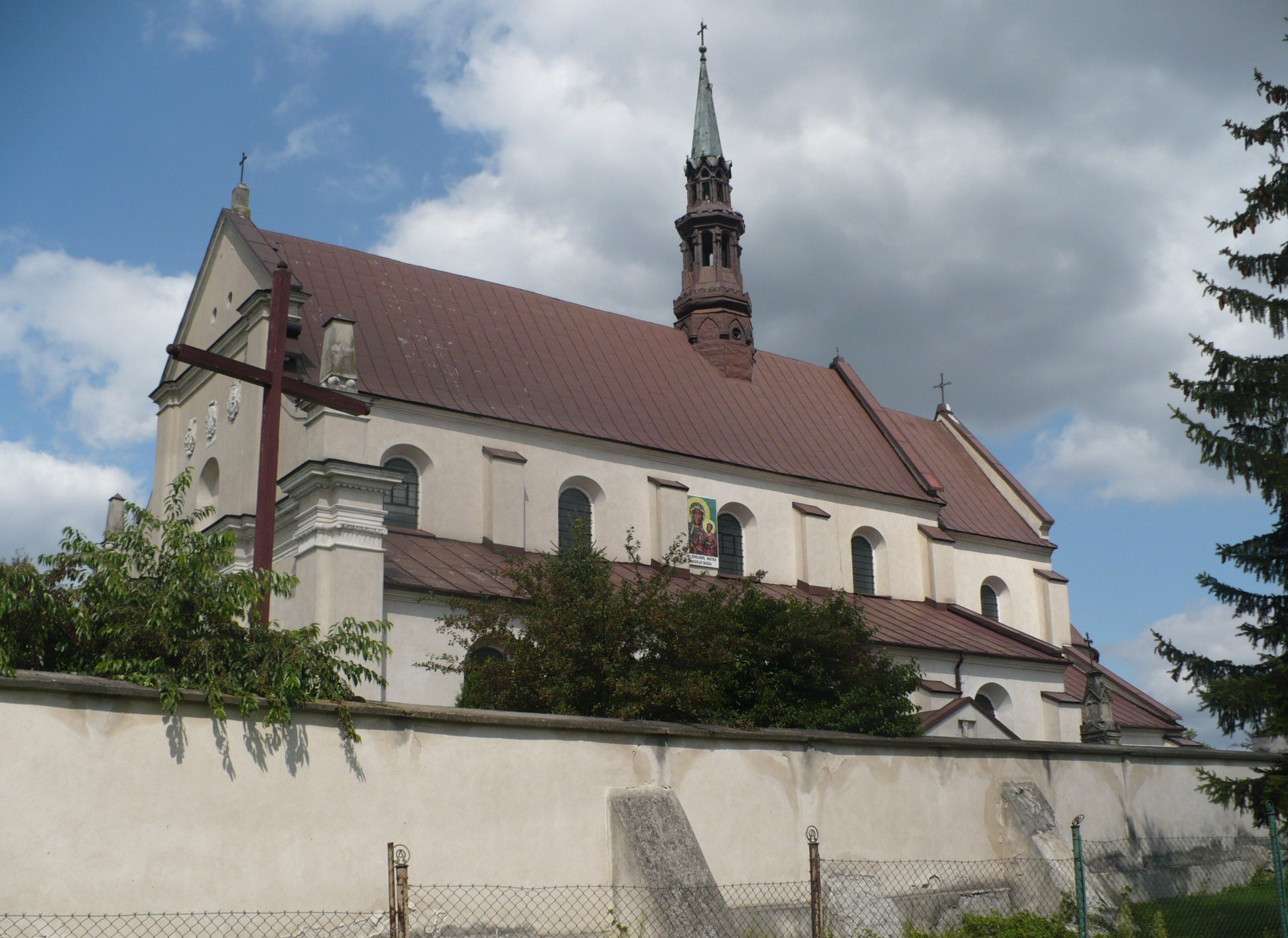
Kościół św. Trójcy
Dom ariański
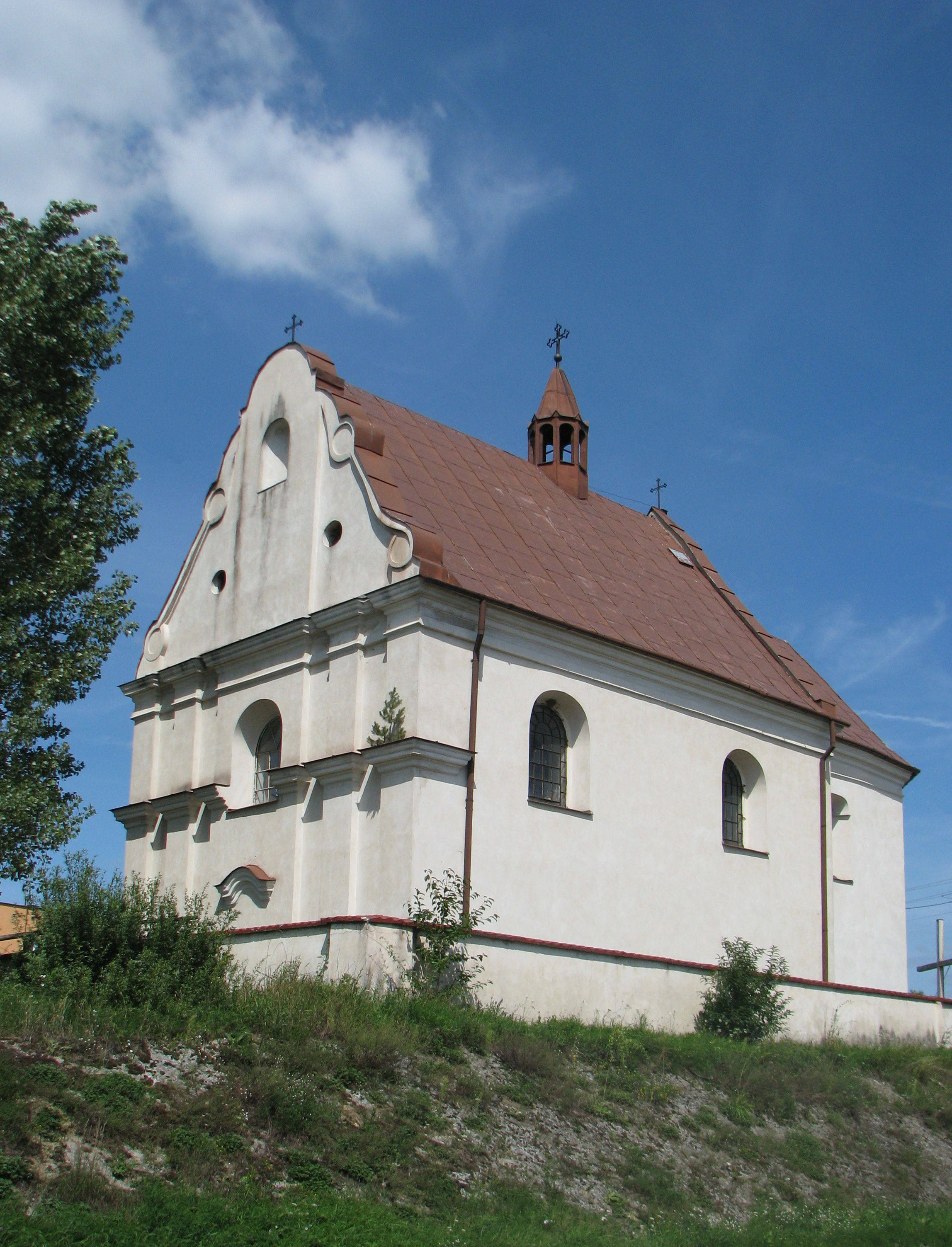
Kościół św. Anny
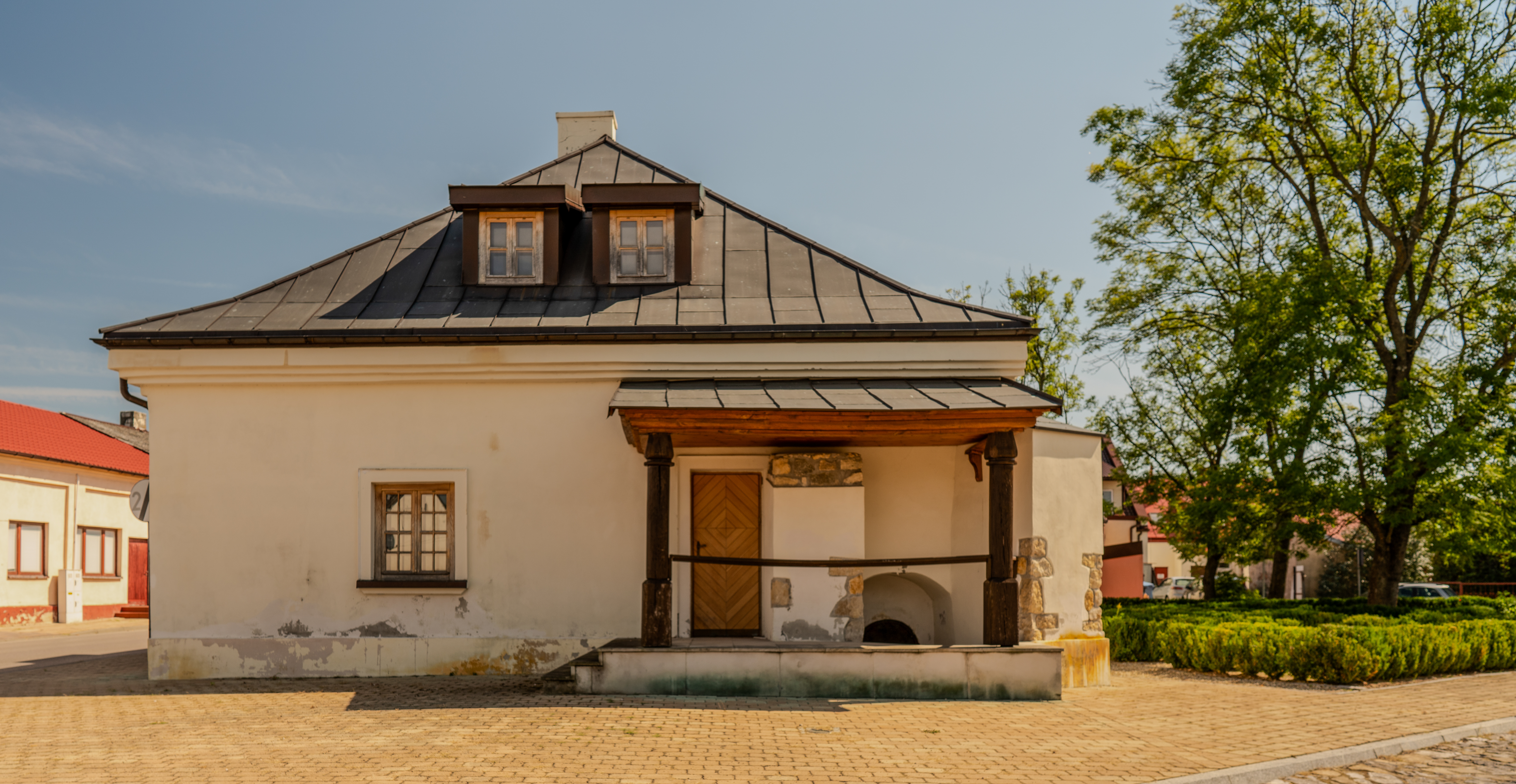
Dom Wójtostwo
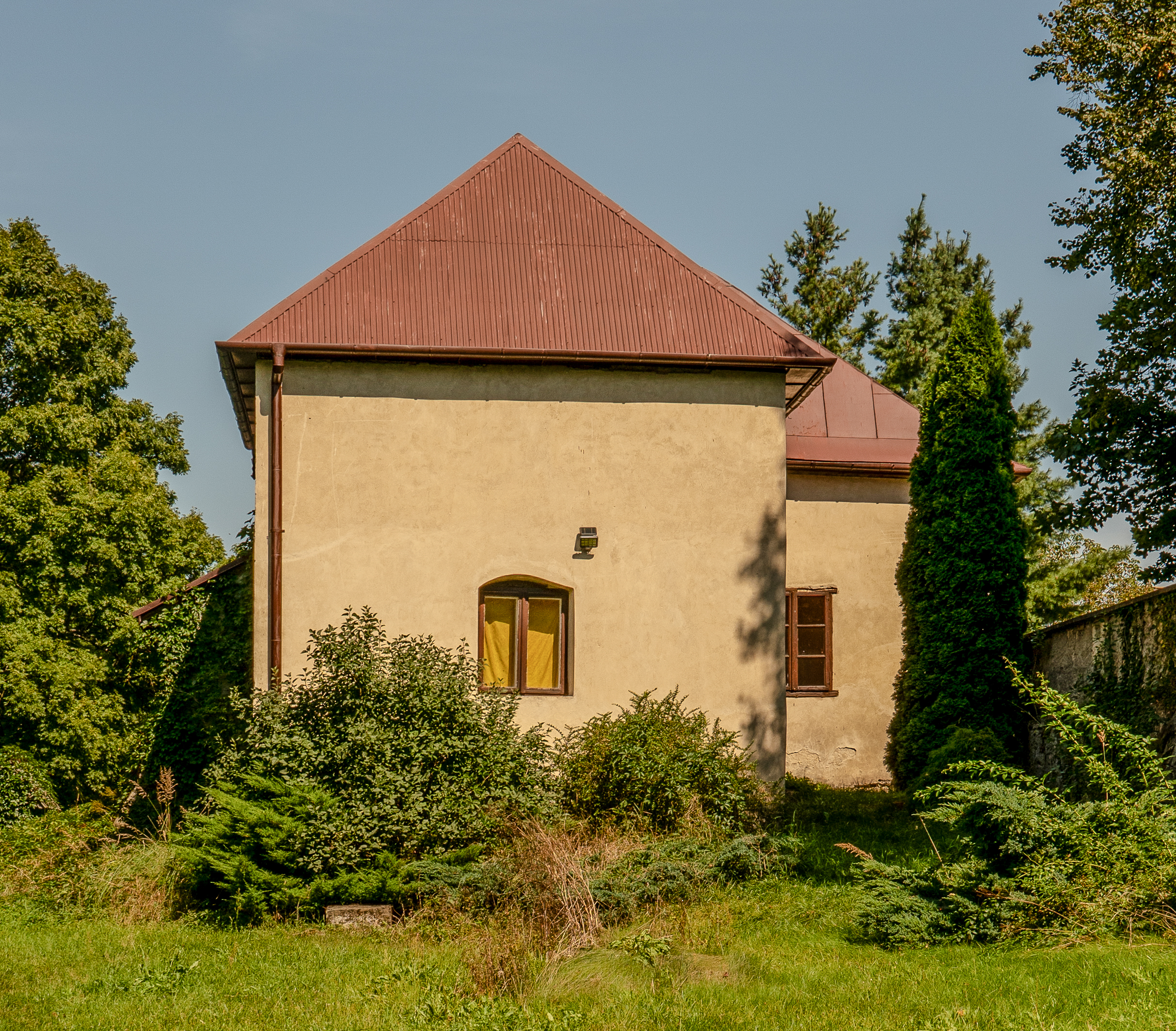
Dom ministra ariańskiego.

## Sport
W Rakowie działa klub piłki nożnej, GTS Raków, występujący w sezonie 2024/25 w B klasie, w grupie Sandomierz.